# Coordinate ellittiche
Le coordinate ellittiche sono coordinate curvilinee ortogonali per lo spazio vettoriale tridimensionale. Esse vengono definite facendo riferimento a due punti localizzati mediante terne coordinate cartesiane come A=(0,0,-a) e B=(0,0,a). Per definirle si fa riferimento alla distanza R = 2a e alle due distanze del generico punto P dai punti A e B che denotiamo rispettivamente con rA e rB. Adottiamo quindi le coordinate 
{\displaystyle \mu :={r_{A}+r_{B} \over R}}
{\displaystyle \nu :={r_{A}-r_{B} \over R}}
{\displaystyle \,\phi } angolo formato dal piano PAB con il piano y = 0
Queste coordinate hanno i seguenti campi di variabilità
{\displaystyle 1\leq \mu <+\infty \qquad -1\leq \nu \leq +1\qquad 0\leq \phi <2\pi } .
Le espressioni delle coordinate cartesiane a partire dalle ellittiche sono
{\displaystyle x=a{\sqrt {(\mu ^{2}-1)(1-\nu ^{2})}}\cos \phi }
{\displaystyle y=a{\sqrt {(\mu ^{2}-1)(1-\nu ^{2})}}\sin \phi }
{\displaystyle z\,=\,a\mu \nu } .
Le superfici relative a valori fissati di μ sono ellissoidi di rotazione aventi i fuochi in A e B, quelle relative a valori fissati di ν sono iperboloidi di rotazione aventi i fuochi in A e B e le superfici relative a valori fissati di φ sono semipiani definiti dall'asse delle z.
Per il volume infinitesimale si ha
{\displaystyle dV=a^{3}(\mu ^{2}-\nu ^{2})d\mu \,d\nu \,d\phi } .
Per l'operatore di Laplace
{\displaystyle \nabla ^{2}={1 \over a^{2}(\mu ^{2}-\nu ^{2})}\cdot }
{\displaystyle \left\{{\partial  \over \partial \mu }\left[(\mu ^{2}-1){\partial  \over \partial \mu }\right]+{\partial  \over \partial \nu }\left[(1-\nu ^{2}){\partial  \over \partial \nu }\right]+{\mu ^{2}-\nu ^{2} \over (\mu ^{2}-1)(1-\nu ^{2})}{\partial ^{2} \over \partial \phi ^{2}}\right\}}
Le coordinate ellittiche risultano vantaggiose per lo studio di sistemi fisici che presentano due corpi puntiformi che si mantengono a distanza costante (2a). In particolare esse facilitano la trattazione quantistica dello ione H2+.